# ناصریان

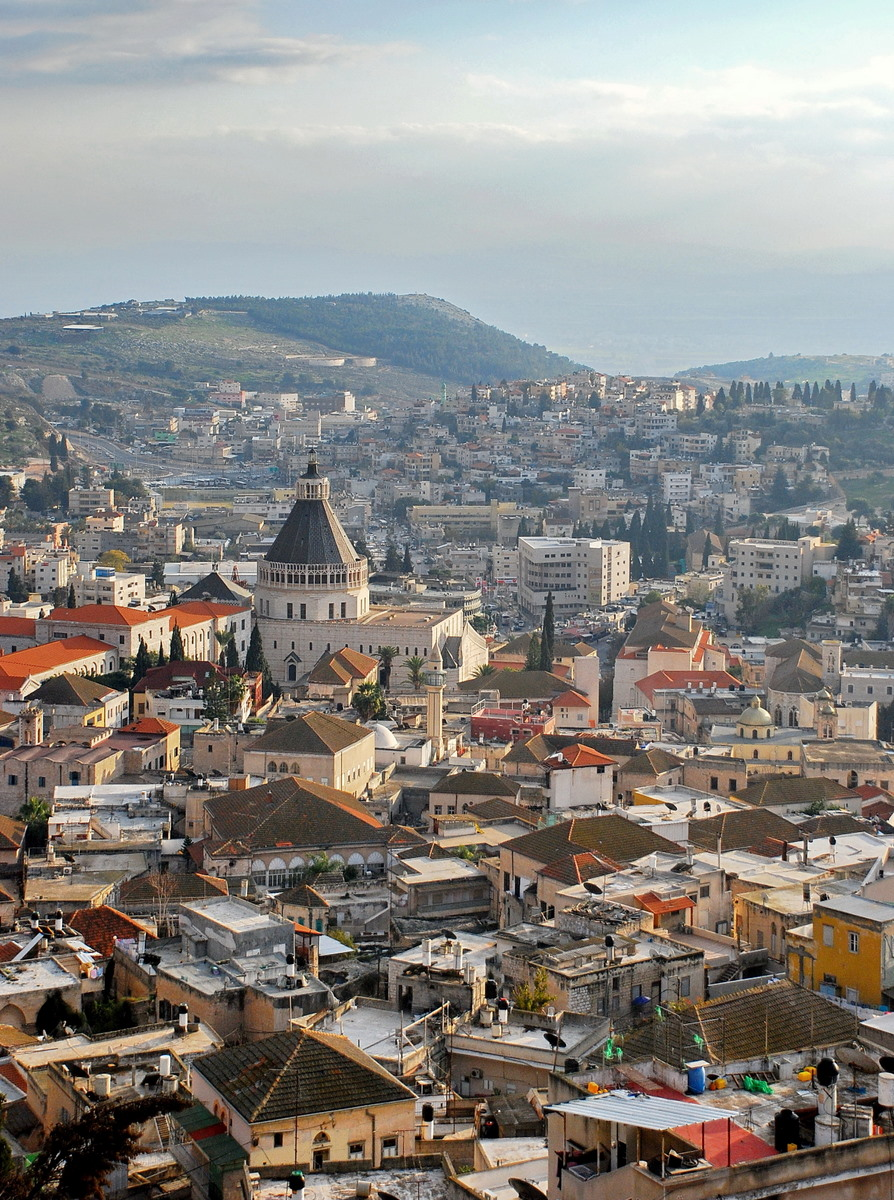
ناصره شهری است که به عنوان خانه کودکی عیسی توصیف می‌شود، بسیاری از زبان‌ها کلمه ناصری را یک عنوان کلی برای کسانی که به دین مسیحیت گرویده‌اند، به کار می‌برند.

واژه ناصریان یا نصارا (به انگلیسی: Nazaraeans, Nazoraeans) از کلمه عبری נצר نَصَرَ به معنای «نگه داشتن» و «حفظ کردن» گرفته شده و برای تشخیص فرقه‌ای از قوم یهود استفاده می‌شده که اعتقاد داشتند عیسی، مسیحا بوده است. وقتی این فرقه به جهان غیر یهودی منشعب شد و با اقوام و نژادهای دیگر پیوند گرفت، با عنوان آئین مسیحی شناخته شد. ناصریان عموماً به عنوان مسیحیانی شناخته شده‌اند که ادعا می‌کنند تحت رهبری یعقوب عادل (یکی از شاگردان عیسی) بوده‌اند.
در انجیل متی اصطلاح ناصری برای عیسی ناصری به کار رفته است. اشاره به فرقه نَصارا (به صورت جمع) برای اولین بار در عهد جدید توسط ترتلس انجام می‌گیرد. پس از ترتلس این نام تا حدود قرن چهارم به کار نمی‌رود.

## نظر محققان بر اساس منابع موجود

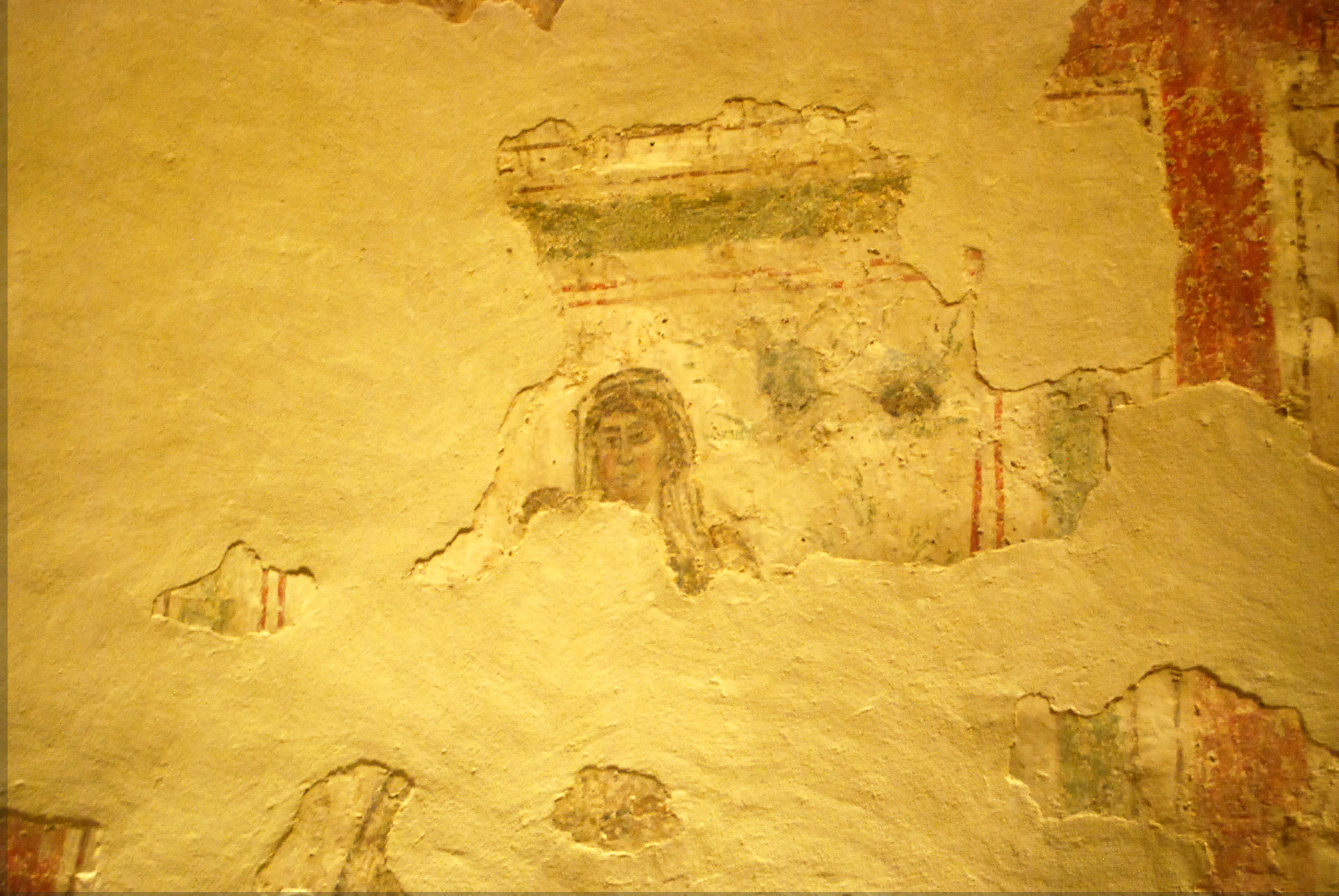
یک نقاشی قدیمی مریم باکره در مقبره مسیحیان نخستین - قرن چهارم میلادی.

عموم محققان الهیات مسیحی، در قرن بیستم بر اساس ارجاعات مکرر کلیساهای اولیه، فرضیهٔ وجود انجیلی به نام انجیل ناصریان را مطرح کرده‌اند. آنان معتقدندانجیل ناصریان را با وجود همه شباهت‌ها به عنوان انجیلی متفاوت از انجیل عبرانیان و انجیل ابیونی‌ها باید دانست. هرچند وجود انجیل ناصریان قطعی نیست، اما در صورت وجود، اثری مفقود شده است و نسخه کامل آن در دسترس نیست، که تخمین زده می‌شود تاریخ نگارش آن پس از انجیل متی بوده باشد و نسخهٔ تغییر داده شده از انجیل متی باشد. قسمت‌هایی به صورت اشارات و نقل قول‌هایی باقی مانده که توسط شنیملچر(Schneemelcher) در کتاب آپوکرفای عهد جدید در ۳۶ آیه بازسازی شده است.
همهٔ آنچه که از اصل متن این انجیل باقی مانده عدد گذاری‌ها، نقل قول‌ها و تفسیرهایی از چند پدر کلیسایی هگسیپوس (Hegesippus)، اوریجن (Origen)، یوسیبوس (Eusebius) و جروم (Jerome) بوده است.

## ناصریان و قرآن

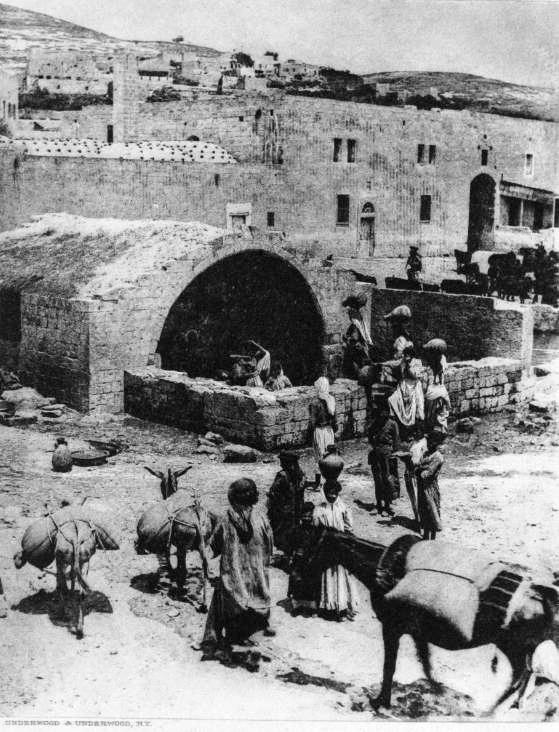
چاه مریم، محل وقوع بشارت، ناصره، ۱۹۱۷

قرآن از عیسی با نامی که نظیر «نصاری» باشد ـ همچنان که انجیل‌ها آورده اندـ یا نامی که عیسی را به شهر خاصی (ناصره) مرتبط سازد، هرگز یاد نکرده است.
به احتمال زیاد ارتباطی بین واژه «نصرانی» که مکرر قرآن از آن برای اشاره به مسیحیان استفاده می‌کند با «فرقه ناصریان» وجود دارد. مسیحیان به شکل عام در سوره‌های مریم و مائده و سوره‌های دیگر با عنوان نصاری ذکر شده‌اند.